# Skomack Wielki (Siedlung)
Skomack Wielki (Osada) (deutsch Thalau) ist ein kleiner Ort in der polnischen Woiwodschaft Ermland-Masuren und gehört zur Gmina Stare Juchy (Landgemeinde (Alt) Jucha, 1938 bis 1945 Fließdorf) im Powiat Ełcki (Kreis Lyck).

## Geographische Lage
Der Weiler (polnisch Osada) Skomack Wielki liegt in der östlichen Woiwodschaft Ermland-Masuren, 16 Kilometer westlich der Kreisstadt Ełk (deutsch Lyck).

## Geschichte
Um 1855 wurde als Abbau zu Skomatzko das Gut des Hugo Mrongovius gegründet, das am 4. Dezember 1895 in „Thalau“ umbenannt und ein Wohnplatz der Landgemeinde Skomatzko im Kreis Lyck wurde. Im Jahre 1905 zählte der kleine Ort 43 Einwohner.
In Kriegsfolge kam 1945 das gesamte südliche Ostpreußen und mit ihm auch Thalau zu Polen und erhielt die polnische Namensform „Skomack Wielki (Osada)“. Heute ist der Ort Sitz eines Schulzenamtes (polnisch Sołectwo) und somit eine Ortschaft im Verbund der Landgemeinde Stare Juchy ((Alt) Jucha, 1938 bis 1945 Fließdorf) im Powiat Ełcki (Kreis Lyck), bis 1998 der Woiwodschaft Suwałki, seither der Woiwodschaft Ermland-Masuren zugehörig.

## Kirche
Bis 1945 war Thalau in die evangelische Kirche Klaussen (polnisch Klusy) in der Kirchenprovinz Ostpreußen der Kirche der Altpreußischen Union sowie in  die römisch-katholische Kirche Lack (polnisch Ełk) im Bistum Ermland eingepfarrt. Heute gehört der Ort katholischerseits zur Kirche in Skomack Wielki, einer Filialkirche der Pfarrei Klusy im Bistum Ełk der Römisch-katholischen Kirche in Polen. Die evangelischen Kirchenglieder halten sich zur Kirche in Ełk, einer Filialkirche der Pfarrei Pisz (deutsch Johannisburg) in der Diözese Masuren der Evangelisch-Augsburgischen Kirche in Polen.

## Verkehr
Skomack Wielki (Osada) liegt an der Nebenstraße 1852N, die Rożyńsk (Rosinsko, 1938 bis 1945 Rosenheide) mit dem Dorf Skomack Wielki verbindet. Skomack Wielki ist auch die nächste Bahnstation an der – allerdings nicht mehr regulär befahrenen – Bahnstrecke Czerwonka–Ełk (deutsch Rothfließ–Lyck).